# Paralaea tasimaria
Paralaea tasimaria là một loài bướm đêm trong họ Geometridae.